# Рудольф Штробль
Рудольф Штробль (пол. Rudolf Strobl, нар.15 квітня 1831, Опава — пом.14 травня 1915, Варшава) — польський піаніст, композитор і педагог німецького походження.

## Життєпис

### Родина
Народився 15 квітня 1831 року в Опаві у німецькій сім'ї.
Батько Вікентій — викладач музики у Житомирі.
Брат Август — власник фабрики у Києві по виробництву піаніно, фортепіано та «клавіра-гармоніума».

### Освіта
Почав брати уроки гри на фортепіано у свого батька, і продовжував їх у консерваторії Відня у Роберта Фолькмана (нар.1815—пом.1883) та Йозефа Фішхофа (нар.1804—пом.1857).

### Педагогічна діяльність
Був учителем музики у Житомирі, згодом 1855 року переїхав до Варшави.
У 1866— 1896роках викладав у Варшавському музичному інституті, в 1888—1891 роках обіймав посаду директора, як наступник Олександра Заржицького, який як австрійський підданий був змушений покинути цей пост із зміною закону про зайнятість іноземних громадян.
До студентів Рудольфа Штробля належали, зокрема, композитор, піаніст, концертмейстер, педагог Антоні Зигмунт Білінські, Владислав Білінські, Анна Білінська-Богданович, Ігнацій Ян Падеревський, Йозеф Слівінські, Олександр Ружицький, Генрик Мельцер—Щавінські, Пахульський Генріх Альбертович і Фелікс Конопасек.
Падеревський присвятив йому свій Експромт фа-мажор.

### Друковані праці
- Leichte Stücke op. 1 nr 1–4, Rondeau op. 2 nr 1, Petit rondeau op. 2 nr 2 i Variations faciles op. 3. Відень, 1843.
- Ein Heimat-Bild. Fantasie über ein vogtländisches Volkslied i Impromptu. Відень, 1843.
- Collection Strobl. Choix des compositions classiques et modernes revues, doigtées et classés par ordre de dificulté… Варшава. 1882
- Choix des compositions de J. S. Bach revue set doigtées. Варшава. 1882.
- Collection des pièces, revues et doigtée… Варшава. 1897.
- Répertoire des pièces modernes et brillantes. Edition revue et doigtées… Варшава. 1905.
- Frédéric Chopin. Oeuvres de piano. Edition de Jean Kleczyński. Revue et corrigés pédagogiques et artistiques… Варшава. 1902—1905.

## Сім'я
Дружина Марія (до шлюбу Бернатович).
Син ?

## Зазначення
1. ↑  Виктор Рожановский ФОРТЕПИАНО С КИЕВСКОЙ МАРКОЙ//Газета ZN, UA [Архівовано 2017-02-02 у Wayback Machine.](рос.)
2. ↑  CYFROWA BIBLIOTEKA POLSKIEJ PIOSENKI Biliński, Antoni Zygmunt (пол.)